# Юкихико, Ясуда
Ясуда Юкихико (яп. 安田 靫彦, наст. имя Синсабуро; род. 16 февраля 1884 г. Токио; ум. 29 апреля 1978 г. Оисо, префектура Канагава) — японский художник, работавший в традиционном стиле нихонга.

## Биография
Первым учителем рисования Ясуды Юкихико становится в 1898 году Кобори Томото (1864—1931). В том же 1898 году Ясуда совместно с другими молодыми живописцами создаёт художественную группу Сико-кай(小堀 鞆音). После вступления в неё Имамуры Сико группа меняет название на Кодзи-кай. Члены этого сообщества искали новые пути в живописи нихонга, желая модернизировать этот традиционный японский стиль. В 1901 году Ясуда поступает в токийскую Школу искусств (ныне — Токийский университет художеств), однако после первого же семестра уходит. В 1907 году художник выставляет на Японской выставке промышленности и ремёсел (в те времена в Японии живопись относилась к ремёслам) свою картину, изображавшую борца сумо, победившего на соревнованиях. Эта его работа завоевала на выставке вторую премию.
В том же 1907 год художник принимает участие в первой Всеяпонской выставке искусств, организованной японским министерством культуры и за портрет Тоётоми Хидэёси награждается вторым местом. В 1912 году на Шёстой выставке Ясуда представляет полотно «Юмэдоно», изображающее медитирующего принца Сётоку. В 1913 году группа Кодзи-кай распадается. Ясуда и Инамура вступают во вновь организованный художественный союз Нихон бидзюцу-ин, и участвуют в его выставках. В 1914 год Ясуда выставляет на такой выставке написанную в стиле ямато-э картину «Молитва при родах». В 1934 году художник становится государственным советником по искусству при императорском дворе. В 1935 его принимают в члены японский Академии художеств. В 1944—1948 годы он преподаёт в токийской Школе искусств. В 1948 году был награждён японским орденом Культуры. В 1951 году художнику было присвоено почётное звание «лица, имеющего особые заслуги в области культуры». В 1958 году Ясуда избирается президентом японской академии искусств (ранее - Императорской академии).
Наиболее известны исторические полотна Ясуды Юкихико, однако он был мастером и пейзажа, и бытовых зарисовок из окружающей жизни.

## Избранные работы
- «Лагерь на Кисэгава» (黄瀬川の陣), 1941/42, панно, изображающее ссору двух братьев клана Минамото — Ёритомо и Ёсицунэ. Представляет собой две вертикальные ширмы. Завоевало в 1941 году премию «Асахи».
- «Принцесса Ван Чжаоцзюнь» (王昭君), 1947.
- «Вид из окна» (窓), 1951. Эта картина была изображена на японской почтовой марке.
- «Гора Фудзи на рассвете» (黎明富士), 1962.
- «Принцесса Нукада. Весна в Асука» (飛鳥の春の額田王), 1964.
- «Ода Нобунага перед битвой при Окэхадзаме», 1970.
- «В чайной на Фусими» (伏見の茶亭), 1970, изображает Тоётоми Хидэёси, организатора торжественной чайной церемонии.
- «Императрица Химико» (卑弥呼), 1968.

## Дополнения
- «Лагерь на Касэгава» Архивная копия от 26 апреля 2021 на Wayback Machine, правая часть
- «В чайной на Фусими» (1956) Архивная копия от 26 апреля 2021 на Wayback Machine